# Maria Soave Alemanno
Pour les articles homonymes, voir Alemanno.
Maria Soave Alemanno, née le 15 avril 1972 à Nardò (Italie), est une femme politique italienne.

## Biographie
Maria Soave Alemanno naît le 15 avril 1972 à Nardò, où elle grandit,. Elle travaille dans le secteur des assurances.
Elle est élue députée Mouvement 5 étoiles (M5S) dans la circonscription des Pouilles lors des élections générales de 2018.